# Нігліїт
Нігліїт (рос. нигглиит; англ. niggliite; нім. Niggliit m) — інтерметалічний мінерал координаційної будови — PtSn. Містить (%): Pt — 52,3; Sn — 47,7.
Сингонія гексагональна.
Утворює дрібні зерна.
Густина 4.
Твердість 3,5.
Колір срібно-білий.
Блиск металічний.
Крихкий. Висока здатність відбиття.
Сильно анізотропний.
Знайдений у концентратах окиснених мідно-нікелевих сульфідних руд родов. Інсізва (ПАР). Є на Кольському п-ові. Рідкісний.
Названий на честь швейц. мінералога П. Нігглі (P.Niggli), D.L.Scholtz, 1936.